# Cmentarz Bohaterów Polskich w Poznaniu
Cmentarz Bohaterów Polskich w Poznaniu – powstały w 1945 roku cmentarz, miejsce spoczynku mieszkańców Poznania zabitych w walce o zdobycie Cytadeli. Od 1989 roku upamiętnia także ofiary walk o niepodległość w latach 1939-1956.

## Położenie
Cmentarz znajduje się na południowym stoku poznańskiej Cytadeli, położony pomiędzy Cmentarzem Wspólnoty Brytyjskiej a grobami poległych żołnierzy radzieckich. Obecnie tworzą go trzy tarasy, nad którymi góruje pomnik autorstwa Ryszarda Skupina z 1967 roku, poświęcony pierwotnie członkom Polskiej Partii Robotniczej poległym w latach okupacji.
Na górnym tarasie znajduje się zespół mogił trzynastu ofiar poznańskiego czerwca 1956. Pomiędzy nimi usytuowano 6 grobów masowych. W czterech pochowano szczątki 76 osób rozstrzelanych w Forcie V. Pod piątą płytą znajdują się prochy więźniów straconych i spalonych przez Niemców w krematorium i spalarni śmieci. Szósta mogiła kryje 14 osób straconych w roku 1939 i 1940 na cmentarzu na Golęcinie.
Środkowy taras kryje 82 groby mieszkańców Poznania. W walkach o Cytadelę w lutym 1945 roku wzięło udział  przeszło 1000 poznaniaków zmobilizowanych w ostatniej chwili przed szturmem, z których jak szacuje się około 100 osób poległo. Poznaniacy często pełnili rolę łączników pomiędzy oddziałami. W ich szeregach oprócz osób wcielonych przymusowo znaleźli się też ochotnicy grupy Armii Krajowej por. Jerzego Kieszczyńskiego i ppor. Mieczysława Patzera. Poznaniacy otrzymywali zadania inżynieryjno-saperskie, transportowe,  ewakuacji rannych, a po wyposażeniu w broń wcielono ich również do oddziałów szturmujących Cytadelę. "Cytadelowcy" pod ciągłym ostrzałem z niemieckich stanowisk obronnych zbudowali przejście przez fosy, co umożliwiło przerzucenie do wnętrza fortu ciężkiej broni i wojska.
Ku czci poległym dolnej części kwatery ustawiono granitowy obelisk z metalową tablicą.
Na dolnym tarasie w kwaterze pierwszej znajdują się mogiły zbiorowe i symboliczne.
Po obu stronach kwatery usytuowano płyty kryjące prochy więźniów obozu w Żabikowie spalonych przez Niemców żywcem w styczniu 1945 roku. Napisy odwołują się do miejsc kaźni Polaków: obozu w Żabikowie, Domu Żołnierza, więzienia przy ul. Młyńskiej, Fortu VII, lasów rożnowskich i palędzkich. Pośrodku kwatery umieszczono dwie granitowe stele.

## Polegli
Spośród poległych pochowanych w zbiorowej mogile, osiemnaście ofiar to lotnicy, jedenaście – żołnierze armii, natomiast tożsamość pozostałych dwunastu pozostaje nieznana. Być może niektórzy z nieznanych również służyli w Lotnictwie Wojskowym. Spośród lotników siedemnastu należało do personelu Bazy Lotniczej nr 3, utworzonej z trzonu 3 pułku lotniczego, po odejściu eskadr na lotniska polowe w czasie mobilizacji. Byli to: szeregowy Bocian, starszy szeregowy Frąckowiak, kapral Grzelak, kapral Kaliszak, szeregowy Kasprzak, plutonowy Krzyżaniak, szeregowy Kuster, szeregowy Łusiak, chorąży Mańkowski, kapral Matynowski, szeregowy Skuba, kapral Stachowski, chorąży Szymankiewicz, szeregowy Ślusarski, podporucznik Wardaszka, podporucznik Zemanek oraz plutonowy Zwierzycki. Osiemnasty lotnik – podporucznik Cyruliński – służył w 33 eskadrze obserwacyjnej.
Według literatury, na cmentarzu pochowani także zostali czterej inni żołnierze Bazy Lotniczej nr 3: szeregowy Stanisław Góra, kapral mech. Bogdan Haise (lub Haize), plutonowy mech. Maksymilian Kaźmierczak oraz szeregowy Wiktor Samler. Grobu żadnego z nich nie udało się odnaleźć. Być może zostali pochowani w tej samej mogile, co pozostali lotnicy, lecz podczas ekshumacji z pierwotnego miejsca pochówku nie ustalono ich danych lub je zagubiono, w rezultacie czego spoczywają jako nieznani żołnierze.
| Stopień     | Nazwisko, imię       | Data śmierci | Jednostka               |
| szer.       | Bocian Stanisław     | 01.09.1939   | Baza Lotnicza nr 3      |
| ppor. obs.  | Cyruliński Henryk    | 01.09.1939   | 33 eskadra obserwacyjna |
| st. szer.   | Frąckowiak Władysław | 01.09.1939   | Baza Lotnicza nr 3      |
| kpr.        | Grzelak Ignacy       | 01.09.1939   | Baza Lotnicza nr 3      |
| kpr.        | Kaliszak Ludwik      | 01.09.1939   | Baza Lotnicza nr 3      |
| szer.       | Kasprzak Antoni      | 01.09.1939   | Baza Lotnicza nr 3      |
| plut. mech. | Krzyżaniak Władysław | 01.09.1939   | Baza Lotnicza nr 3      |
| szer.       | Kuster Michał        | 01.09.1939   | Baza Lotnicza nr 3      |
| szer.       | Łusiak Jan           | 01.09.1939   | Baza Lotnicza nr 3      |
| chor. mech. | Mańkowski Władysław  | 01.09.1939   | Baza Lotnicza nr 3      |
| kpr.        | Matynkowski Czesław  | 01.09.1939   | Baza Lotnicza nr 3      |
| szer.       | Skuba Michał         | 01.09.1939   | Baza Lotnicza nr 3      |
| kpr. mech.  | Stachowski Bronisław | 01.09.1939   | Baza Lotnicza nr 3      |
| chor. pil.  | Szymankiewicz Marian | 01.09.1939   | Baza Lotnicza nr 3      |
| szer.       | Ślusarski Jan        | 01.09.1939   | Baza Lotnicza nr 3      |
| ppor. tech. | Wardaszka Jan        | 01.09.1939   | Baza Lotnicza nr 3      |
| ppor. tech. | Zemanek Edward       | 01.09.1939   | Baza Lotnicza nr 3      |
| plut. mech. | Zwierzycki Walenty   | 01.09.1939   | Baza Lotnicza nr 3      |
| Razem       | 18                   |              |                         |

W grobach masowych spoczywają też ofiary terroru stalinowskiego z lat powojennych pomordowanych przy Niegolewskich, na Kochanowskiego, 27 Grudnia, Młyńskiej i Szylinga. Odnaleźć można symboliczną mogiłę upamiętniającą harcerzy – Zbigniewa Kosmowskiego i Bogdana Dybizbańskiego oraz grób członków komórki Związku Odwetu Armii Krajowej, których stracono 8 stycznia 1943 r. w Forcie VII.
Wybudowano zarazem pomnik na cześć członków Związku Walki Młodych, poległych już po wojnie w walkach w latach 1945-48.